# Ken Griffey Jr. Presents Major League Baseball
Ken Griffey Jr. Presents Major League Baseball est un jeu vidéo de baseball sorti en 1994 sur Super Nintendo et sur Game Boy. Le jeu a été développé par Software Creations.